# 南布雷登頓 (佛羅里達州)
南布雷登頓（英語：South Bradenton）是位於美國佛羅里達州馬納提縣的一個人口普查指定地區。

## 地理
南布雷登頓的座標為27°27′32″N 82°34′43″W / 27.45889°N 82.57861°W，而該地最高點為海拔高度6米（即20英尺）。

## 人口
根據2010年美國人口普查的數據，南布雷登頓的面積為11.80平方千米，當中陸地面積為11.60平方千米，而水域面積為0.20平方千米。當地共有人口22178人，而人口密度為每平方千米1,879人。